# Derobrachus agyleus
Derobrachus agyleus es una especie de escarabajo longicornio del género Derobrachus, tribu Prionini, subfamilia Prioninae. Fue descrita científicamente por Buquet en 1852.

## Descripción
Mide 42-70 milímetros de longitud.

## Distribución
Se distribuye por Colombia, Ecuador, Guyana y Venezuela.